# Schefflera plerandroides
Schefflera plerandroides är en araliaväxtart som först beskrevs av René Viguier, och fick sitt nu gällande namn av David Gamman Frodin. Schefflera plerandroides ingår i släktet Schefflera och familjen araliaväxter.
Artens utbredningsområde är Nya Kaledonien. Inga underarter finns listade.